# António Norberto Azevedo Rosa
António Norberto Azevedo Rosa (Casteleiro, Sabugal, 23 de junho de 1934 — ), professor, intelectual e político, que entre outras funções foi Secretário Regional da Educação e Cultura do IV Governo Regional dos Açores (1988-1989). Foi casado com a historiadora açoriana Maria Olímpia da Rocha Gil.